# Боткин, Евгений Сергеевич
Евге́ний Серге́евич Бо́ткин (27 мая [8 июня] 1865, Царское Село, Санкт-Петербургская губерния — 17 июля 1918, Екатеринбург, Пермская губерния) — русский врач, лейб-медик семьи Николая II, дворянин, святой Русской православной церкви, страстотерпец, праведный. Сын доктора Сергея Боткина. Расстрелян вместе с царской семьёй.

## Биография

### Образование

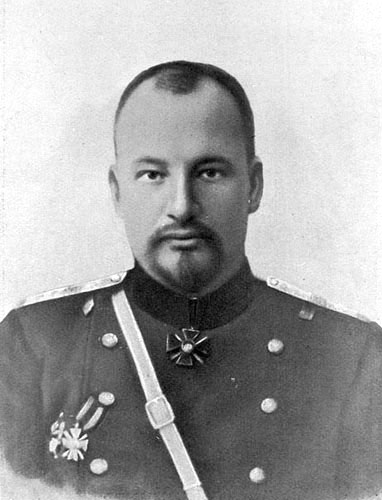

Был четвёртым ребёнком в семье известного русского врача Сергея Боткина (лейб-медика Александра II и Александра III) и Анастасии Александровны Крыловой.
В 1878 году на основе полученного дома воспитания был принят сразу в 5-й класс 2-й Петербургской классической гимназии. После окончания гимназии в 1882 году поступил на физико-математический факультет Петербургского университета, однако, сдав экзамены за первый курс университета, ушёл на младшее отделение открывшегося приготовительного курса Военно-медицинской академии.
В 1889 году окончил академию третьим в выпуске, удостоившись звания лекаря с отличием.

### Служба
С января 1890 года работал врачом-ассистентом в Мариинской больнице для бедных. В декабре 1890 года на собственные средства командирован за границу для научных целей. Занимался у ведущих европейских учёных, знакомился с устройством берлинских больниц.
По окончании командировки в мае 1892 года стал врачом Придворной певческой капеллы, а с января 1894 года вернулся в Мариинскую больницу сверхштатным ординатором.
8 мая 1893 года защитил в академии диссертацию на соискание степени доктора медицины «К вопросу о влиянии альбумоз и пептонов на некоторые функции животного организма», посвящённую отцу. Официальным оппонентом на защите был И. П. Павлов.
Весной 1895 года был командирован за границу и два года провёл в медицинских учреждениях Гейдельберга и Берлина, где слушал лекции и занимался практикой у ведущих немецких врачей — профессоров Г. Мунка, Б. Френкеля, П. Эрнста и других. В мае 1897 года избран приват-доцентом Военно-медицинской академии.
В 1904 году с началом Русско-японской войны убыл в действующую армию добровольцем и был назначен заведующим медицинской частью Российского общества Красного Креста (РОКК) в Маньчжурской армии. «За отличия, оказанные в делах против японцев» был награждён офицерскими боевыми орденами — Св. Станислава I степени , орденами Святого Владимира III и II степени с мечами, Св. Анны II степени, Св. Станислава III степени, сербским орденом Св. Саввы II степени и болгарским — «За гражданские заслуги».
Осенью 1905 года вернулся в Санкт-Петербург и приступил к преподавательской работе в академии. С 1905 года — почётный лейб-медик. В 1907 году назначен главным врачом общины святого Георгия.

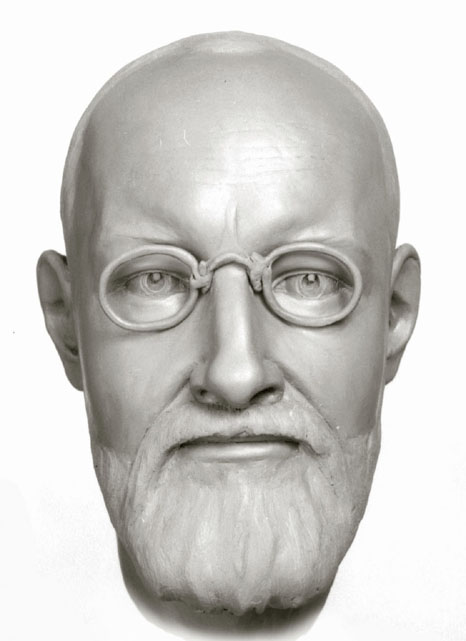
Скульптурная реконструкция по черепу С. А. Никитина

По просьбе императрицы Александры Фёдоровны был приглашён как врач в царскую семью и в апреле 1908 года назначен лейб-медиком Николая II. Пробыл в этой должности до своей гибели.
Также являлся совещательным членом Военно-санитарного Учёного комитета при Императорской Главной квартире, членом Главного управления Российского общества Красного Креста. С 1910 года — действительный статский советник.

### Ссылка и гибель
В 1917 году, после падения монархии 2 (15) марта, остался вместе с царской семьёй в Царском Селе, а затем последовал за ней в ссылку. В Тобольске открыл бесплатную медицинскую практику для местных жителей. В апреле 1918 года вместе с царской четой и их дочерью Марией был перевезён из Тобольска в Екатеринбург. Мог не ехать, но вызвался сам.
Был убит вместе со всей императорской семьёй в Екатеринбурге в Ипатьевском доме в ночь с 16 на 17 июля 1918 года. По воспоминаниям организатора убийства царской семьи Якова Юровского, Боткин умер не сразу — его пришлось «пристреливать».
В ГАРФ хранится последнее, неоконченное письмо Евгения Сергеевича, написанное накануне расстрела и найденное расстреливавшими:
«Я делаю последнюю попытку написать настоящее письмо — по крайней мере, отсюда… Мое добровольное заточение здесь настолько временем не ограничено, насколько ограничено мое земное существование. В сущности, я умер, умер для своих детей, для друзей, для дела… Я умер, но еще не похоронен, или заживо погребен — все равно, последствия практически одинаковы…
Надеждой себя не балую, иллюзиями не убаюкиваюсь и неприкрашенной действительности смотрю прямо в глаза… Меня поддерживает убеждение, что „претерпевший до конца спасется“ и сознание, что я остаюсь верным принципам выпуска 1889-го года. Если вера без дел мертва, то дела без веры могут существовать, и если кому из нас к делам присоединится и вера, то это лишь по особой к нему милости Божьей…
Это оправдывает и последнее мое решение, когда я не поколебался покинуть своих детей круглыми сиротами, чтобы исполнить свой врачебный долг до конца, как Авраам не поколебался по требованию Бога принести ему в жертву своего единственного сына».

## Канонизация и реабилитация, память
Канонизирован решением Архиерейского Собора РПЦЗ в 1981 году вместе с другими расстрелянными в доме Ипатьева — и Романовыми, и их слугами (см. также ).
Архиерейский собор Русской православной церкви в августе 2000 года, канонизировав Николая II и его семью, не нашёл возможным канонизировать его слуг:

не представляется возможным окончательное решение вопроса о наличии оснований для канонизации этой группы мирян, по долгу своей придворной службы сопровождавших Царскую Семью в период её заточения и принявших насильственную смерть <…> наиболее подобающей формой почитания христианского подвига верных слуг Царской Семьи, разделивших её трагическую участь, на сегодняшний день может быть увековечение этого подвига в житии Царственных мучеников.

16 октября 2009 года Генеральная прокуратура Российской Федерации приняла решение о реабилитации 52 приближённых царской семьи, подвергшихся репрессиям, в том числе Боткина.
3 февраля 2016 года Архиерейским собором РПЦ было принято решение об общецерковном прославлении страстотерпца праведного Евгения врача. При этом другие слуги царской семьи канонизированы не были. Дни памяти в православных святцах: 7 февраля (новомуч.) и 17 июля по новому стилю. Митрополит Волоколамский Иларион (Алфеев), комментируя эту канонизацию, сказал:

Архиерейский собор вынес решение о прославлении доктора Евгения Боткина. Я думаю, это давно желанное решение, потому что это один из святых, который почитается не только в Русской зарубежной церкви, но и во многих епархиях Русской православной церкви, в том числе в медицинском сообществе.
25 марта 2016 года на территории московской городской клинической больницы № 57 епископом Орехово-Зуевским Пантелеимоном был освящён первый в России храм в честь праведного Евгения Боткина.
В июле 2018 года в екатеринбургском микрорайоне Академический в преддверии 100-летия гибели Романовых именем Евгения Боткина назвали бульвар, прилегающий к корпусам Уральского государственного медицинского университета и заводу по производству кардиостимуляторов.

## Киновоплощение
- 1971 — «Николай и Александра». В роли Евгения Боткина  — Тимоти Уэст.
- 2000 — «Романовы. Венценосная семья». В роли Евгения Боткина – Эрнст Романов

## Семья

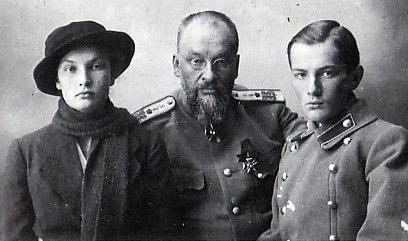
Е. С. Боткин с детьми Татьяной и Глебом, 1918

С 1891 года был женат на Ольге Владимировне Мануйловой (1872—1946), с которой развелся в 1910 году. Их дети:
- Сергей (1892), умер в полугодовалом возрасте[17];
- Дмитрий (1894—1914), хорунжий лейб-гвардии Казачьего полка, участник Первой мировой войны, убит в бою, Георгиевский кавалер;
- Юрий (1896—1941), воспитанник Александровского лицея (1916, не окончил), капитан лейб-гвардии 4-го стрелкового полка. В эмиграции во Франции;
- Глеб (1900—1969), иллюстратор, публицист, американский прозаик, основатель и епископ неоязыческой Церкви Афродиты. В эмиграции в США[18];
- Татьяна (1899—1986), замужем за поручиком колчаковской армии К. С. Мельником (1893—1977). В эмиграции во Франции, оставила «Воспоминания о Царской семье». Известен её сын Константин Мельник (1927—2014), который координировал деятельность французских спецслужб в 1960-х годах.

## Труды
- «К вопросу о влиянии альбумоз и пептонов на некоторые функции животного организма»
- «Свет и тени Русско-японской войны 1904—1905 гг.: Из писем к жене» 1908.